# Phytobia pseudobetulivora
Phytobia pseudobetulivora är en tvåvingeart som beskrevs av Zlobin 2008. Phytobia pseudobetulivora ingår i släktet Phytobia och familjen minerarflugor. Inga underarter finns listade i Catalogue of Life.